# Anaphes brevis
Anaphes brevis är en stekelart som beskrevs av Walker 1846. Anaphes brevis ingår i släktet Anaphes och familjen dvärgsteklar. Inga underarter finns listade i Catalogue of Life.